# خطرناک‌ترین شکار (فیلم ۱۹۳۲)
خطرناک‌ترین شکار (انگلیسی: The Most Dangerous Game) فیلمی در ژانر ماجراجویی، ترسناک و معمایی به کارگردانی اروینگ پیکل و ارنست بی. شودزاک است که در سال ۱۹۳۲ منتشر شد. این فیلم اقتباسی از داستانی کوتاه به همین نام نوشته ریچارد کانل است.

## بازیگران
- جوئل مک‌کری
- فی ری
- لسلی بنکز
- رابرت آرمسترانگ
- نوبل جانسون
- هیل همیلتون
- جیمز فلاوین
- ویلیام دیویدسن

## بازسازی
- خطرناک‌ترین شکار (فیلم ۲۰۲۲)